# Nous autres
Cet article concerne le roman de science-fiction Nous autres. Pour l'émission radiophonique de France-Inter, voir Nous autres (émission).
Nous autres ou Nous (selon les éditions ; titre original : Мы, littéralement « Nous ») est un roman de science-fiction satirique écrit en 1920 par l'auteur russe Evgueni Zamiatine.

## Historique
Le roman est publié en russe à Paris en 1920, puis en Union soviétique. Mais la publication du livre est interdite en 1923. En butte à la censure stalinienne, qu'il critique implicitement dans ses ouvrages de fiction, Zamiatine s'exile à Paris en 1931.
Le roman est traduit en France en 1929 à partir d'une traduction anglo-américaine ; il faut attendre 2017 pour avoir une traduction à partir du texte russe d'origine, sous le titre Nous (traduit par Hélène Henry, paru aux éditions Actes Sud).

## Résumé
Il s'agit du journal d'un homme du futur nommé « D-503 » (« Д-503 » dans le texte russe et la traduction française de 2017). Son travail consiste à fabriquer l'Intégrale, un vaisseau spatial destiné à convertir les civilisations extraterrestres au bonheur, que l'État unique prétend avoir découvert. Au cours du roman, D-503 se rend compte qu'il devient, malgré lui, de plus en plus attiré par l'ancien monde (en particulier le nôtre), caractérisé par la liberté, l'imprévisible et la précarité du bonheur.
Comme dans la plupart des dystopies, l'État unique décrit dans le roman est un État totalitaire qui exerce un contrôle absolu sur toutes les activités humaines (décrites avec minutie dans la « Table des heures »). L’objectif affiché est de réaliser le bonheur collectif, auquel sont sacrifiées les libertés individuelles et jusqu’à l’individualité même, les personnes étant tenues de se fondre dans un collectif uniforme.

## Analyse
La société totalitaire du roman déshumanise ses membres. Les personnes sont dénommées par des codes numériques (une lettre et deux ou trois chiffres) et ne sont même plus qualifiées d’« hommes », de « femmes » ou de « personnes », mais de « numéros ».

## Adaptations et influence

### Dans la littérature
On peut retrouver des thèmes similaires dans Le Meilleur des mondes d'Aldous Huxley, Hymne d'Ayn Rand, 1984 de George Orwell et Un bonheur insoutenable d'Ira Levin.
Dans son livre sur la conquête spatiale The Right Stuff (L'Étoffe des héros) l'écrivain américain Tom Wolfe identifie facétieusement les concepteurs du programme spatial soviétique (qui restaient anonymes, seuls Gagarine, Titov, Terechkova et les autres cosmonautes étaient médiatisés) à D-503, constructeur de L'Intégral. Il en fait un personnage de farceur sardonique, jouant avec les nerfs des Américains, qui avaient accumulé les déboires avec leurs propres fusées Vanguard avant le programme Mercury et mettaient les bouchées doubles pour rattraper les Soviétiques dans la course à l'espace.
Dans le roman Le mage du Kremlin de Giuliano Da Empoli, le narrateur se passionne pour Evgueni Zamiatine et évoque régulièrement le roman Nous. Il y est même cité à quelques reprises.

### Au cinéma
- Wir (de), adaptation allemande de 1982 écrite par Claus Hubalek et réalisée par Vojtěch Jasný.
- The Glass Fortress, adaptation libre de 2016, écrite et réalisée par Alain Bourret.
- Мы, adaptation russe de 2021 réalisée par Hamlet Dulyan.

### À l'opéra
- Nous autres a inspiré l'opéra I.330, livret de Jean Goury, musique de Jacques Bondon, créé en 1975 à l'Opéra de Nantes.

### En bande-dessinée
Dans La Brigade chimérique de Fabrice Colin et Serge Lehman, l'URSS est dominée par un régime d'hommes et de femmes anonymes appelé « Nous Autres ». À la tête de ce régime, un robot, dont le visage évoque Staline, est appelé « Grand Frère », en référence au « Big Brother » du roman 1984 de George Orwell.

### En musique
- Nous autres a inspiré en 2015 l'album The Glass Fortress, adaptation musicale et narrative du roman russe, par Rémi Orts Project and Alan B .
- D503 en 2011 une pièce radiophonique  de Franck Vigroux pour les ateliers de création radiophonique de France Culture [4]
- Nous autres a inspiré en 2016 l'écriture de l'album For This We Fought the Battle of Ages du groupe de métal SubRosa.